# Johann Balthasar von Schlichting
Johann Balthasar Freiherr von Schlichting (geb. 22. Januar 1745; gest. 1. März 1809 in Ober-Röhrsdorf) war ein preußischer Landrat und Landesdirektor.

## Leben
Johann Balthasar von Schlichting, Erbherr zu Röhrsdorf, Lubin, Zelazno, Ossowo, Wieszkowo und Strznce war der Sohn des Cyprian von Schlichting (1705–1760), Erbherr auf Quiram und der Anna Elisabeth, geb. von Luck († vor 1750). Über die Vorbildung von Schlichtings ist nichts bekannt, außer dass er zunächst in der Landwirtschaft tätig war. 1793 wurde er Kreisdeputierter und erster Landrat des Kreises Fraustadt. 1804 ersuchte er zunächst erfolglos beim preußischen König um Ablösung als Landrat unter Beibehaltung seiner Funktion als Landesdirektor. Dem Gesuch wurde mittels Ordre im Juni 1804 doch noch stattgegeben und Andreas von Pottworowski wurde Amtsnachfolger als Landrat im Kreis Fraustadt. Johann Balthasar von Schlichting starb 1809 in Ober-Röhrsdorf.

## Familie
Johann Balthasar von Schlichting war in erster Ehe ab dem 14. Dezember 1775 mit Christiane Konstantia von Dreßler verheiratet. Am 15. Oktober 1779 heiratete er in zweiter Ehe Anna Eleonore Konstantia von Unruh (gest. 17. Mai 1795 in Fraustadt). Aus dieser Ehe gingen vier Kinder hervor: Anna Charlotte Friederike (getauft 11. Juni 1781), Johann Carl (getauft 10. April 1783), Eleonore Florentine (getauft 22. August 1784) und Wilhelm Ferdinand (* 15. Februar 1786; † 3. Mai 1856). 